# Muntenbuurt

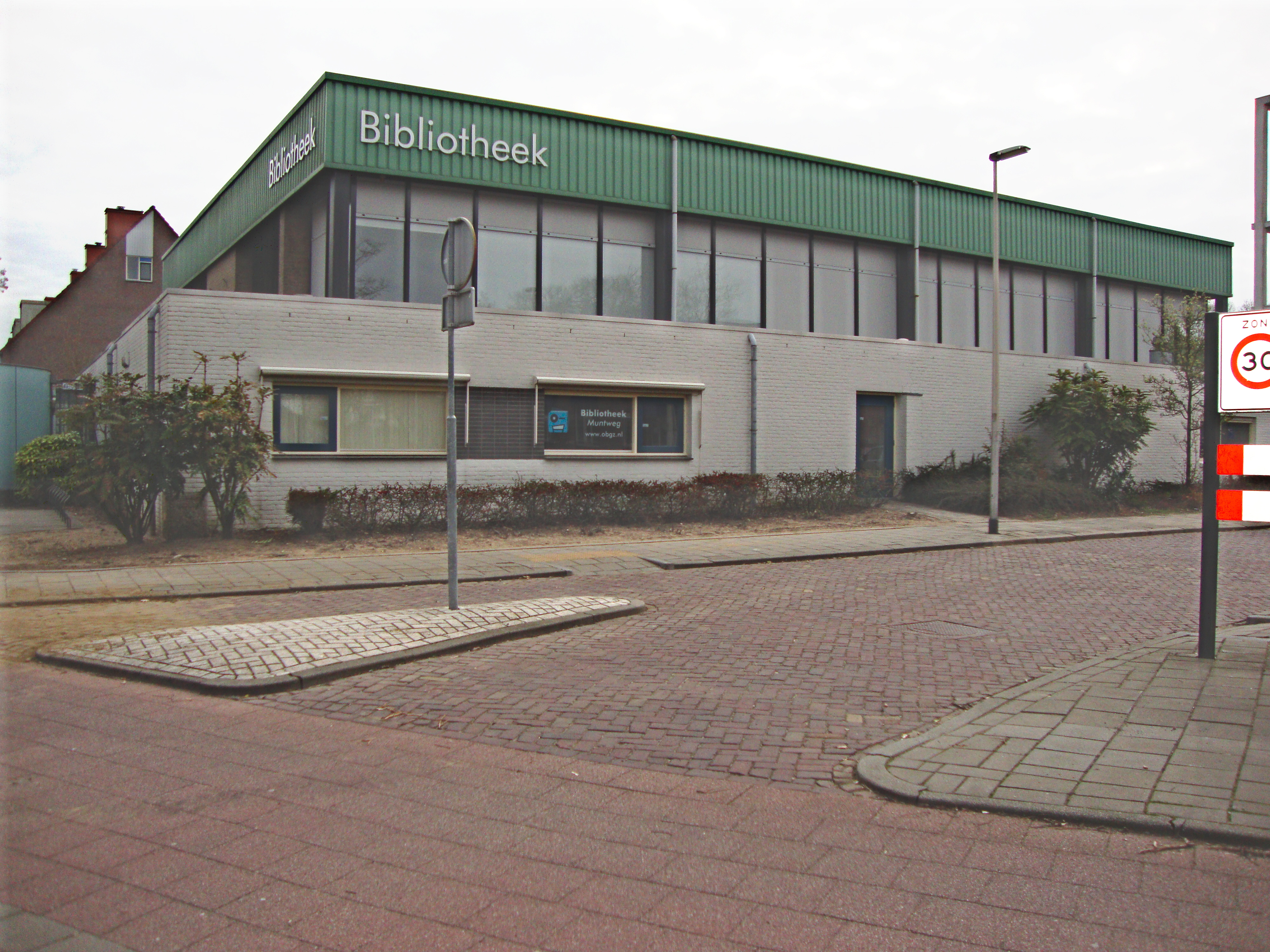
Bibliotheek, Muntweg

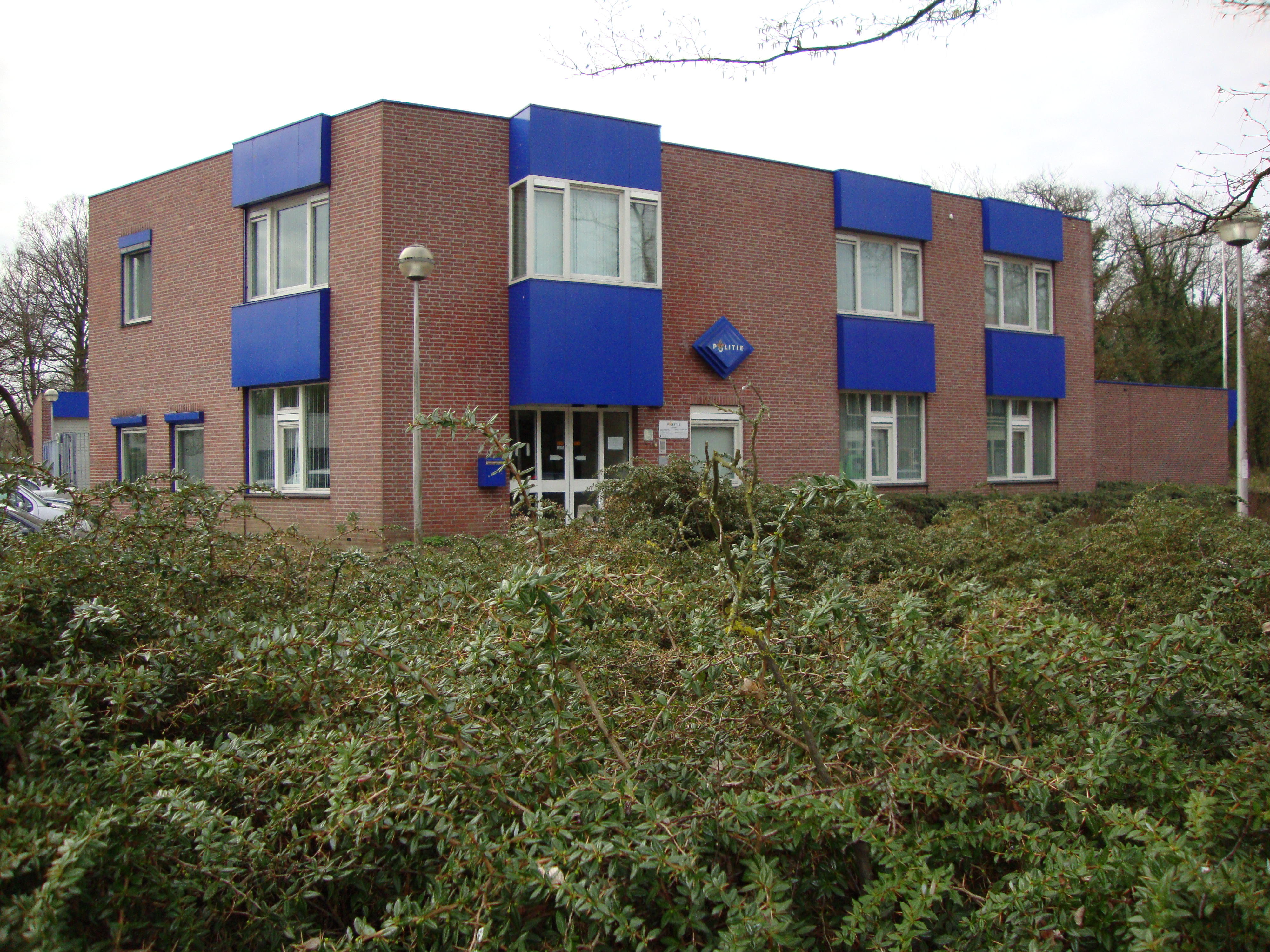
Politiepost, Muntweg

De Muntenbuurt is een kleine buurt in Nijmegen-Midden, als onderdeel van de wijk Nije Veld. Het buurtje is gelegen tussen de Muntweg, de Ploegstraat en de Slotemaker de Bruïneweg. De Muntweg is een drukke en belangrijke doorgaande weg.
De Muntenbuurt ligt tegenover de Landbouwbuurt, aan de overzijde van de Muntweg. De buurt is halverwege de jaren 80 gebouwd op voormalige bedrijfsterreinen aan de Muntweg, waar bedrijven waren gevestigd zoals de Swift schoenenfabriek en de Automatic Screw Works, ASW Apparatenfabriek, inmiddels allemaal verdwenen. 
Door de Muntenbuurt heen lopen de Ploegstraat, Daalderstraat, Dukaatstraat, Florijnstraat en de Guldenstraat. Later zijn hier nog het Alphons Sieberspad en de Dorsvlegelstraat aan toegevoegd.
Dat de straatnamen in deze buurt zijn gebaseerd op valuta, lijkt te berusten op een misvatting. Bij de ontwikkeling van deze buurt heeft men er kennelijk niet bij stilgestaan dat de naam van de Muntweg verwijst naar de muntplant.
Het Goffertbad (openluchtzwembad) ligt tegen de Muntenbuurt aan.

## Afbeeldingen

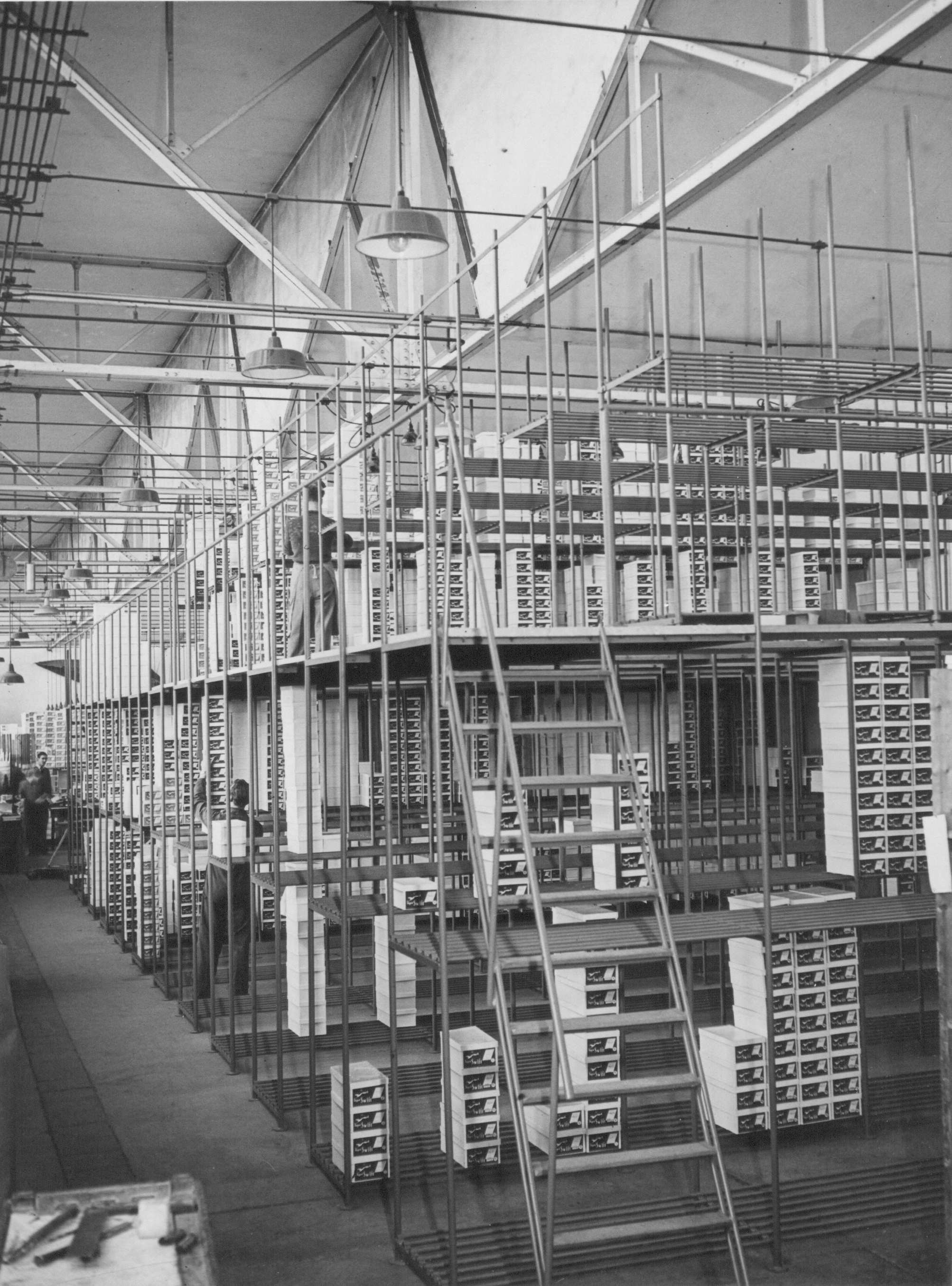
Interieur Swift, 1960
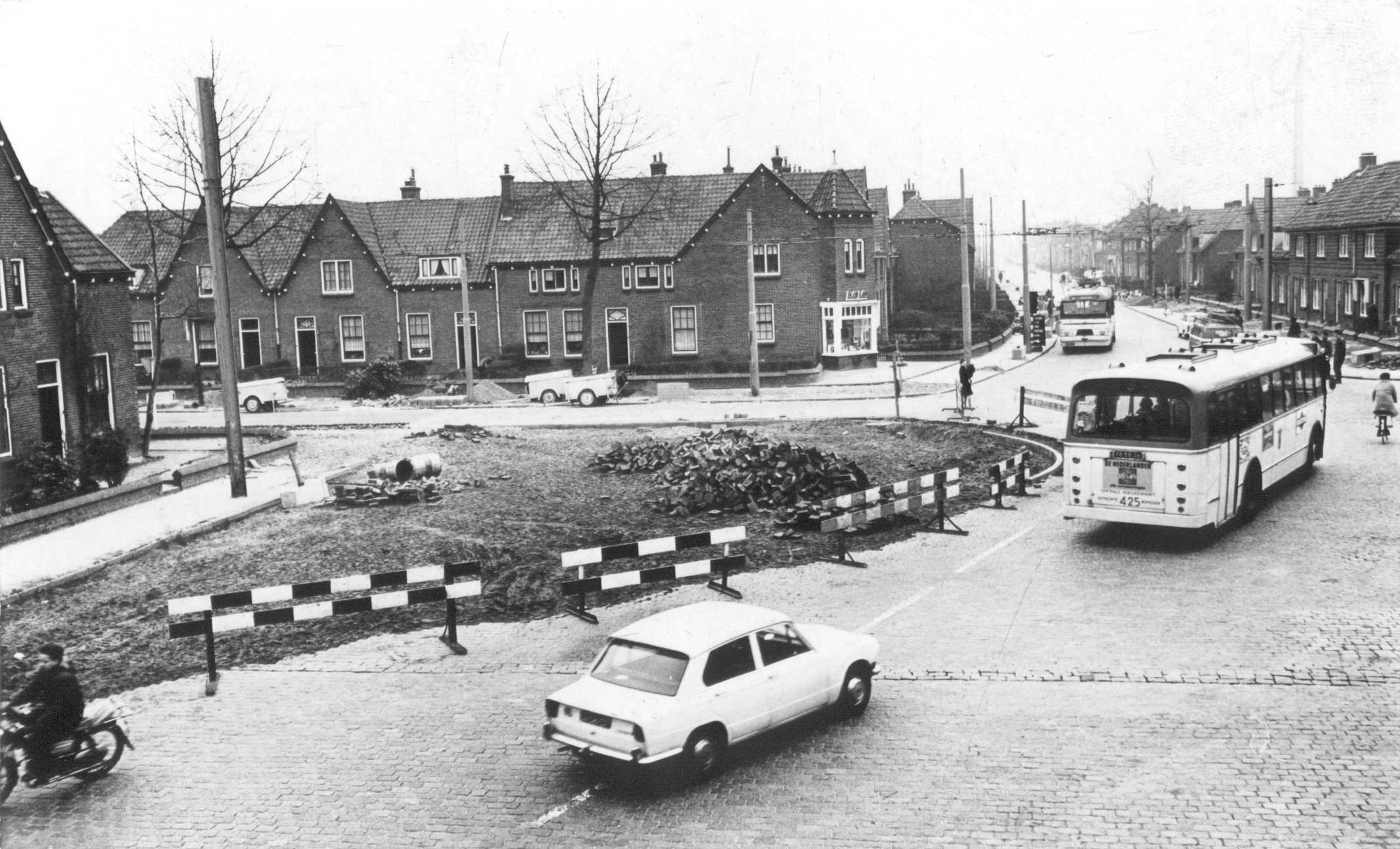
Kruising Willemsweg met Da Costastraat/Thijmstraat, 1968